# Labidus auropubens
Labidus auropubens är en myrart som först beskrevs av Santschi 1920.  Labidus auropubens ingår i släktet Labidus och familjen myror. Inga underarter finns listade i Catalogue of Life.